# Linum rupestre
Linum rupestre là một loài thực vật có hoa trong họ Linaceae. Loài này được (A. Gray) Engelm. ex A. Gray mô tả khoa học đầu tiên năm 1850.